# Warhem
Warhem é uma comuna francesa na região administrativa de Altos da França, no departamento do Norte. Estende-se por uma área de 27.84 km². Em 2010 a comuna tinha 2 063 habitantes (densidade: 74,1 hab./km²).